# 西新宿站
西新宿站（日语：／ Nishi-shinjuku eki */?）是位於日本東京都新宿區西新宿六丁目，屬於東京地下鐵丸之內線的鐵路車站。
車站編號是M 07。站名併稱是「東京醫大醫院前」（東京医大病院前）。

## 歷史
丸之內線建設時，因新宿至中野坂上間距達2公里，因此預留了空間以便未來設站使用。
- 1992年（平成4年）：動工[2]。
- 1996年（平成8年）5月28日：開業[3]。總工費64億3000萬日圓[2]。
- 2004年（平成16年）4月1日：營團地下鐵民營化。丸之內線由東京地下鐵繼承。

## 車站構造
1992年春天開始建設時，由於「西新宿站」已作為都營12號線（現大江戶線）的暫時站名（之後定為「都廳前站」），因此暫名為「營團西新宿站」。
本站是相對式月台2面2線的地下車站。出入口在青梅街道旁的西新宿八丁目、六丁目。
本站透過地下通道可直通新宿i-Land Tower。另外，車站右轉有通往東京希爾頓酒店、東京都廳舍、都營地下鐵大江戶線都廳前站方向（南方）的地下連絡通道（附設電動步道）。
2011年5月16日，地下通道「時代大道」（タイムズアベニュー）向東延伸開通。東方出口設於新宿警察署北側、新宿野村大廈。新宿野村大廈與新宿中心大廈地下相通，是從西新宿站往新宿站三條路線中最短的一條（都廳前站路線與甲州街道路線都過於迂迴）。時代大道有往青梅街道下延伸連通新宿西口站的構想，但因經費問題暫時擱置。
廣播稱為「西新宿、東京醫大醫院前」。

### 月台配置
| 月台 | 路線     | 目的地                                       |
| ---- | -------- | -------------------------------------------- |
| 1    | 丸之內線 | 中野坂上、荻窪、方南町方向                   |
| 2    | 丸之內線 | 新宿、赤坂見附、銀座、東京、大手町、池袋方向 |

（來源：東京地下鐵:構內圖 （页面存档备份，存于））

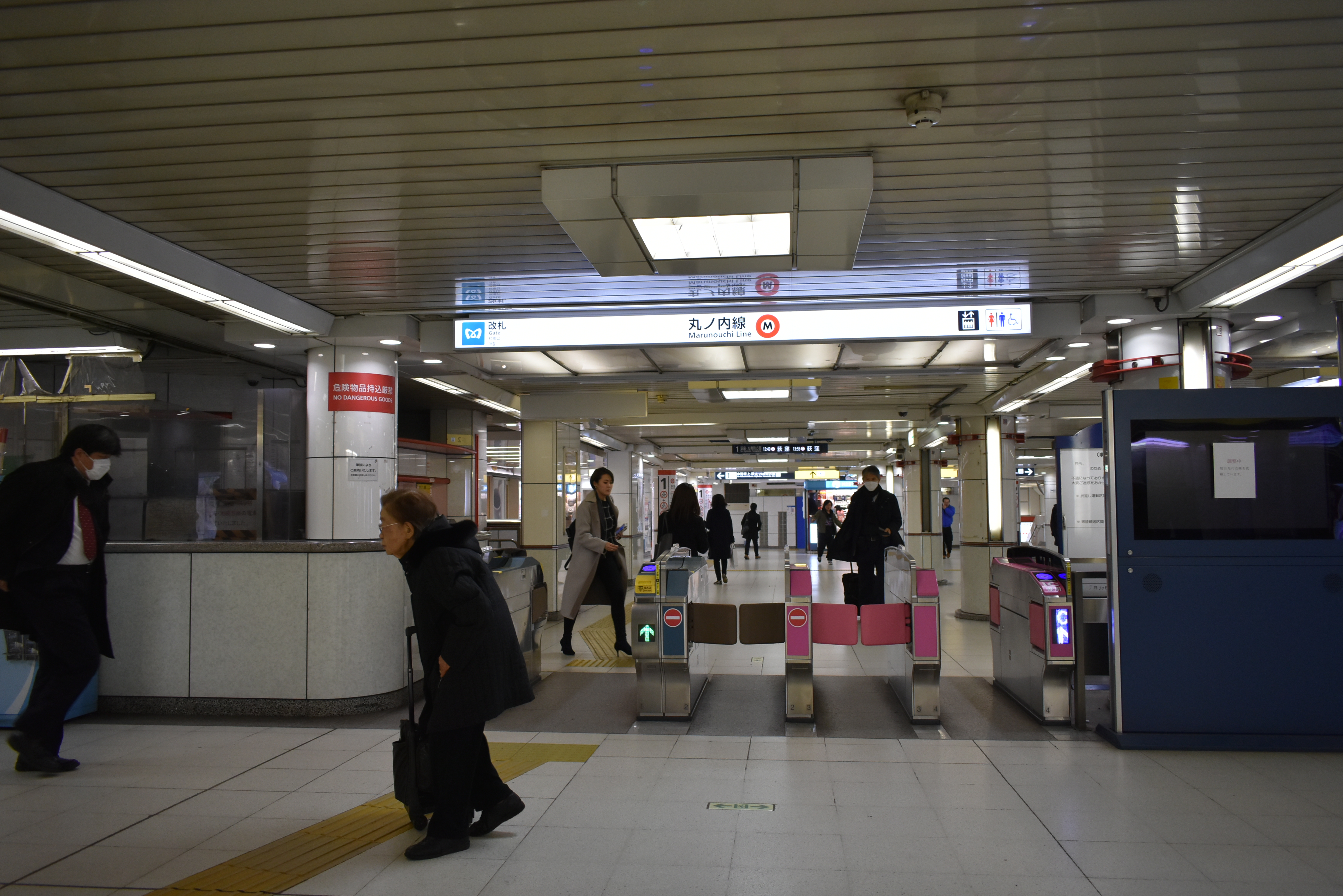
閘口內側（2019年3月1日攝）
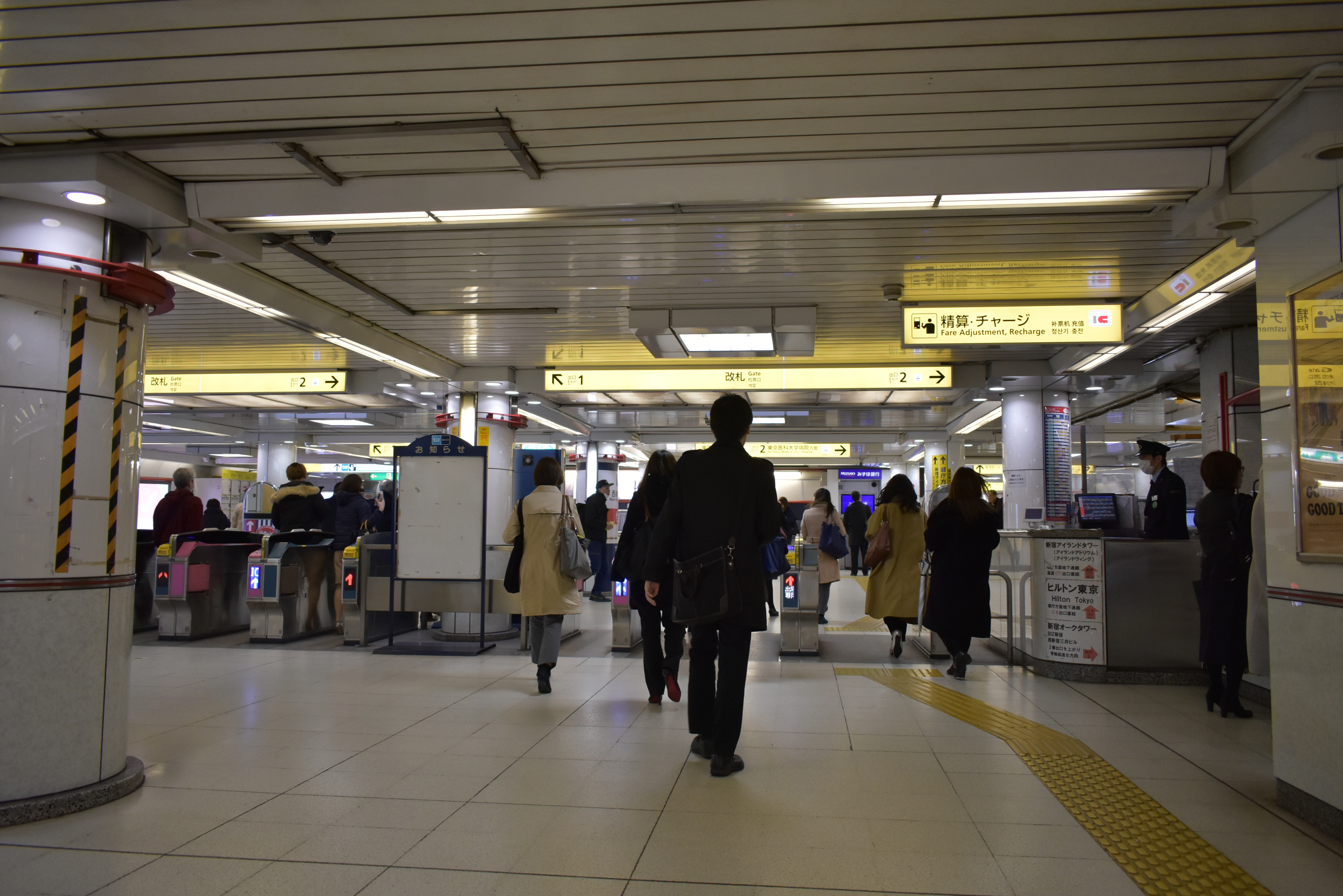
閘口外側（2019年3月1日攝）
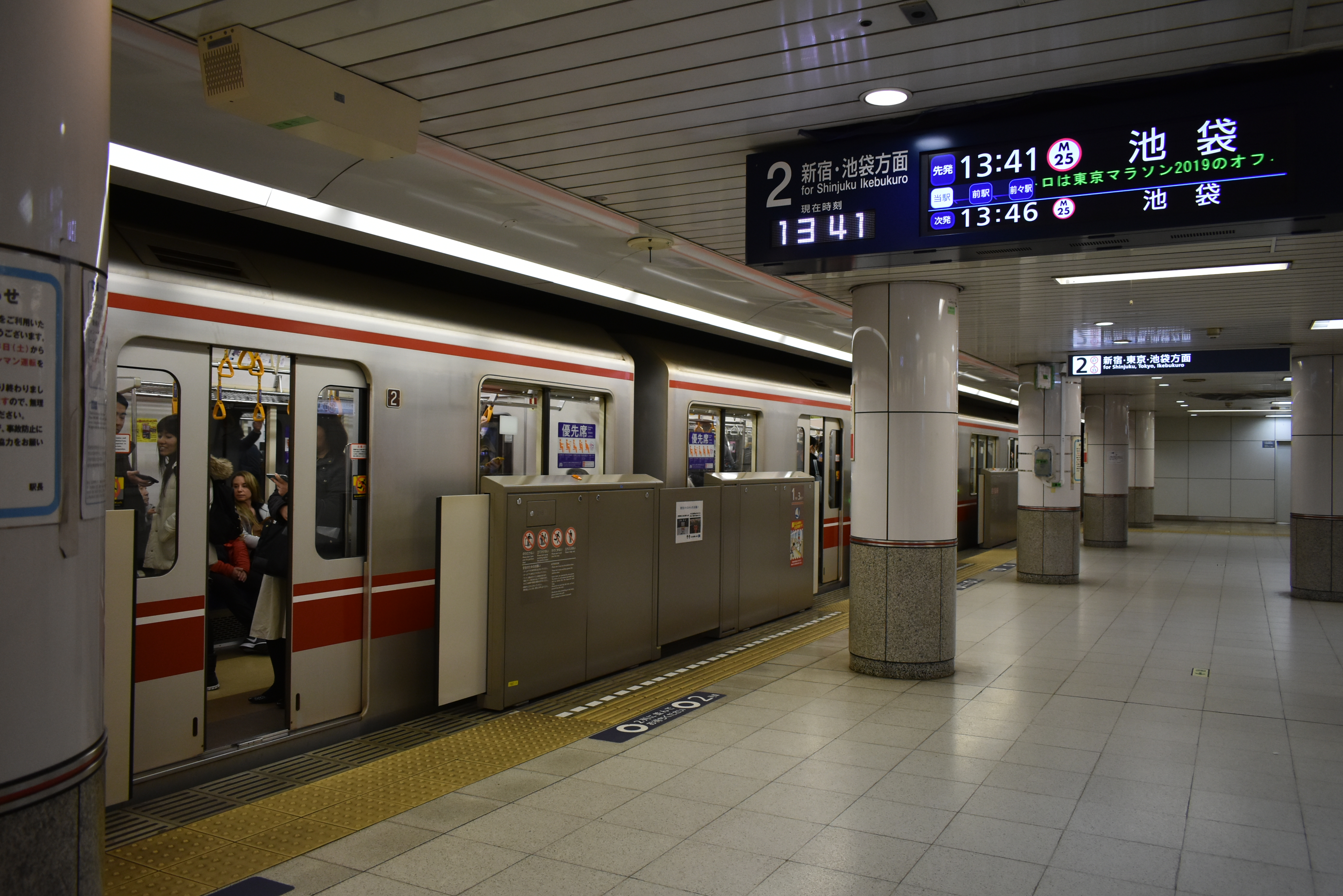
往新宿站方向月台（2019年3月1日攝）
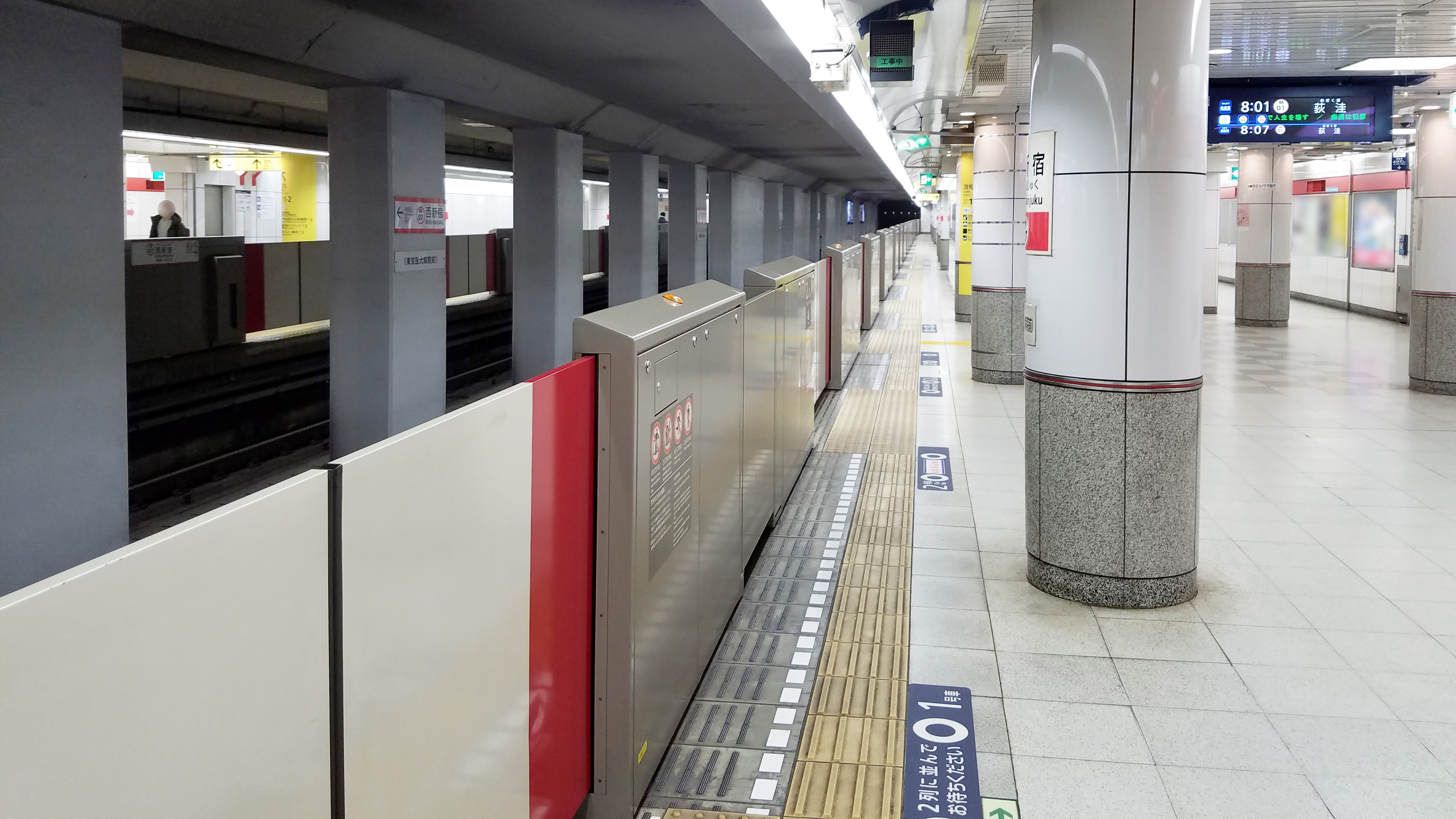
月台（2019年3月17日攝）

### 站內店鋪
- HOKUO（日语：北欧トーキョー）
- H&B station
- METRO'S（日语：メトロコマース）

## 利用狀況
2017年度1日平均上下車人次為86,795人，東京地下鐵全部130個車站當中排名第49位。
近年1日平均上下車、上車人次變化如下表。
| 年度               | 1日平均 上下車人次 | 1日平均 上車人次 | 來源     |
| ------------------ | ------------------ | ---------------- | -------- |
| 1996年（平成08年） |                    | 10,536           | [ * 1 ]  |
| 1997年（平成09年） |                    | 13,348           | [ * 2 ]  |
| 1998年（平成10年） |                    | 14,732           | [ * 3 ]  |
| 1999年（平成11年） |                    | 16,669           | [ * 4 ]  |
| 2000年（平成12年） | 36,383             | 17,153           | [ * 5 ]  |
| 2001年（平成13年） | 36,541             | 16,759           | [ * 6 ]  |
| 2002年（平成14年） | 36,691             | 16,660           | [ * 7 ]  |
| 2003年（平成15年） | 38,810             | 17,694           | [ * 8 ]  |
| 2004年（平成16年） | 40,824             | 19,562           | [ * 9 ]  |
| 2005年（平成17年） | 42,276             | 20,419           | [ * 10 ] |
| 2006年（平成18年） | 43,618             | 21,112           | [ * 11 ] |
| 2007年（平成19年） | 44,449             | 21,402           | [ * 12 ] |
| 2008年（平成20年） | 45,670             | 21,992           | [ * 13 ] |
| 2009年（平成21年） | 46,139             | 22,225           | [ * 14 ] |
| 2010年（平成22年） | 46,892             | 22,595           | [ * 15 ] |
| 2011年（平成23年） | 50,558             | 24,413           | [ * 16 ] |
| 2012年（平成24年） | 62,707             | 30,381           | [ * 17 ] |
| 2013年（平成25年） | 71,727             | 34,889           | [ * 18 ] |
| 2014年（平成26年） | 77,390             | 37,729           | [ * 19 ] |
| 2015年（平成27年） | 82,698             | 40,303           | [ * 20 ] |
| 2016年（平成28年） | 85,428             | 41,685           | [ * 21 ] |
| 2017年（平成29年） | 86,795             |                  |          |

## 車站周邊

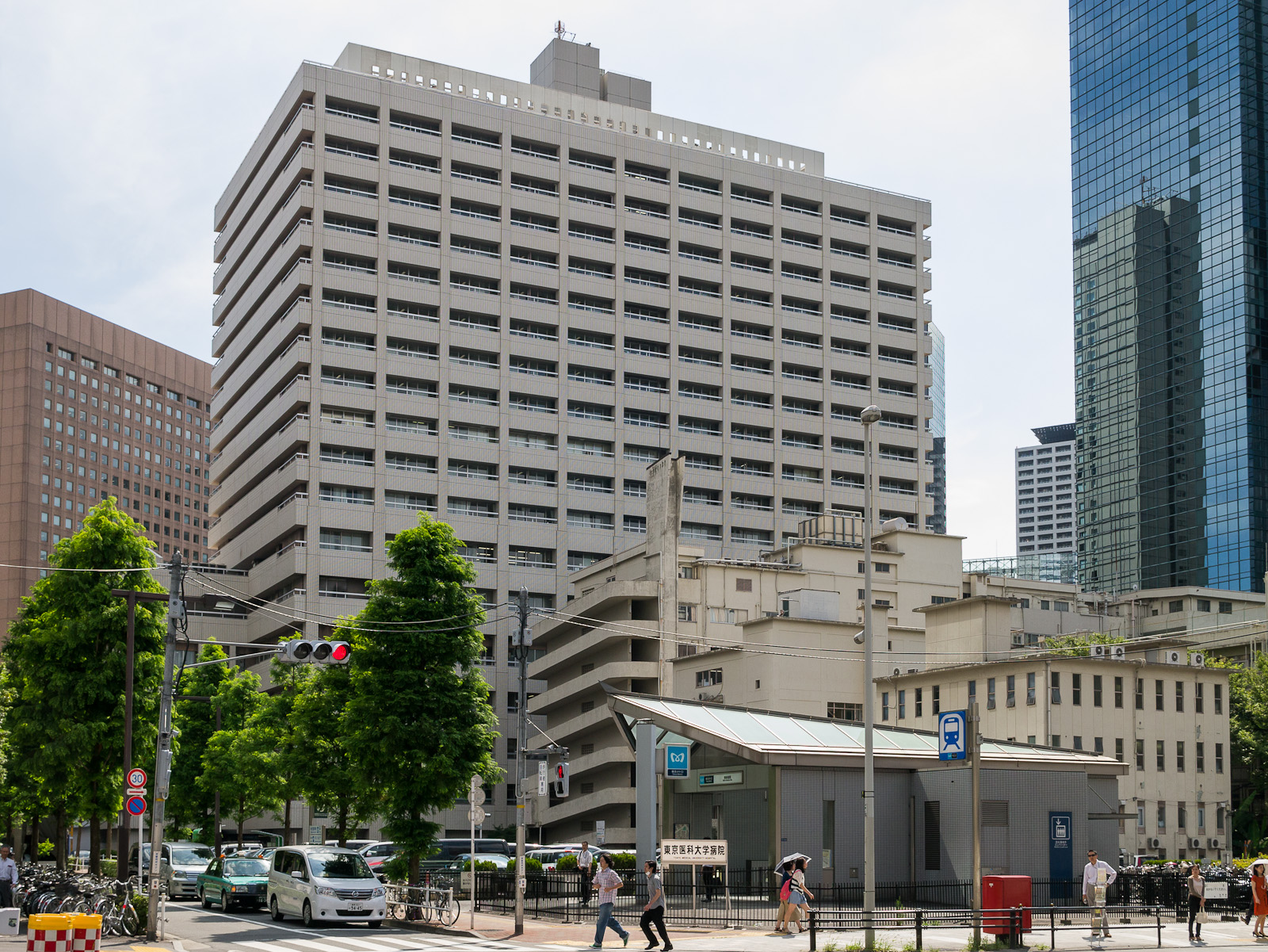
東京醫大醫院（前方青梅街道上有2號出入口）

- 都營地下鐵大江戶線都廳前站（經地下連絡通路南行約300m。
- 青梅街道（東京都道4號東京所澤線、東京都道5號新宿青梅線）
- 成子天神社（日语：成子天神社）
- 東京醫科大學醫院
- 新宿i-Land Tower（新宿i-Land）
  - 新宿調理師專門學校
  - 新宿i-Land郵便局
- 新宿Oak City
  - 住友不動產新宿Oak大廈
  - 日土地西新宿大廈
  - 新宿區立產業會館
- 住友不動產新宿Grand大廈、<La Tour新宿Grand>（ラ・トゥール新宿グランド）
  - bellesalle新宿Grand會館（ベルサール新宿グランド イベントホール）
- 新宿Front Tower（日语：新宿フロントスクエア）
- 西新宿三井大廈（日语：西新宿三井ビルディング）
- 新宿國際大廈（新宿国際ビルディング）
  - 東京希爾頓酒店（日语：ヒルトン東京）
- 新宿I-Town（日语：新宿アイタウン）
  - 新宿I-Town郵便局
- 新宿警察署（日语：新宿警察署）
- 新宿區立西新宿中學校
- 新宿稅務署
- 西新宿八郵便局
- 北陸銀行新宿支店
- KIRAYAKA銀行（日语：きらやか銀行）東京支店、神田支店
- 東京厚生信用組合（日语：東京厚生信用組合）本店
- Hotel Rose Garden新宿（ホテルローズガーデン新宿）
- 西鐵Inn新宿（日语：西鉄ホテルズ）

## 路線巴士
最近的巴士站是「東京醫大醫院前」。
- 東京醫大醫院前
  - 都營巴士
    - 王78系統（日语：都営バス杉並支所）：往王子站／往新宿站西口
    - 宿91系統（日语：都営バス杉並支所）：往新代田站前／往新宿站西口

  - 西武巴士
    - 宿20系統（日语：西武バス練馬営業所）：往西武百貨店（池袋站東口）／往新宿站西口

## 相鄰車站
東京地下鐵
 丸之內線
中野坂上（M 06）－西新宿（M 07）－新宿（M 08）

### 來源
東京都統計年鑑
1. ↑  .   [2017-02-05]. （原始内容存档于2013-02-03）.
2. ↑  .   [2017-02-05]. （原始内容存档于2016-03-04）.
3. ↑  東京都統計年鑑（平成10年）PDF
4. ↑  東京都統計年鑑（平成11年）PDF
5. ↑  .   [2017-02-05]. （原始内容存档于2016-03-04）.
6. ↑  .   [2017-02-05]. （原始内容存档于2016-03-04）.
7. ↑  .   [2017-02-05]. （原始内容存档于2017-07-29）.
8. ↑  .   [2017-02-05]. （原始内容存档于2017-07-29）.
9. ↑  .   [2017-02-05]. （原始内容存档于2017-07-29）.
10. ↑  .   [2017-02-05]. （原始内容存档于2017-07-29）.
11. ↑  .   [2017-02-05]. （原始内容存档于2017-07-29）.
12. ↑  .   [2017-02-05]. （原始内容存档于2017-07-29）.
13. ↑  .   [2017-02-05]. （原始内容存档于2017-07-29）.
14. ↑  .   [2017-02-05]. （原始内容存档于2016-03-26）.
15. ↑  .   [2017-02-05]. （原始内容存档于2016-03-27）.
16. ↑  .   [2017-02-05]. （原始内容存档于2016-03-25）.
17. ↑  .   [2017-02-05]. （原始内容存档于2016-03-27）.
18. ↑  .   [2017-02-05]. （原始内容存档于2016-03-22）.
19. ↑  .   [2017-02-05]. （原始内容存档于2017-07-30）.
20. ↑  .   [2019-01-06]. （原始内容存档于2018-11-09）.
21. ↑  .   [2019-01-06]. （原始内容存档于2019-05-02）.

## 外部連結
- 西新宿/M07 | 路線・車站資訊 | 東京地下鐵